# Rubraea omrora
Rubraea omrora is een vlinder uit de familie van de Nymphalidae. De wetenschappelijke naam van deze soort is voor het eerst voorgesteld, als Acraea omrora, door Roland Trimen in een publicatie uit 1894.

## Verspreiding
Deze soort komt voor in Zuid-Congo-Kinshasa, Zuid-Angola en Noord-Zambia. 

## Waardplanten
De rups leeft op Adenia goetzei Harms en Basananthe reticulata (Baker f.) W.J.de Wilde (Passifloraceae)

## Ondersoorten
- Rubraea omrora omrora (Trimen, 1894) (Zuid-Angola)
- Rubraea omrora umbraetae (Pierre, 1988) (Zuid-Congo-Kinshasa (Lualaba, Opper-Lomami), Noord-Zambia)
  - = Acraea omrora umbraetae Pierre, 1988
  - = Acraea violarum umbrata Wichgraf, 1909